# 대한민국 형사소송법 제37조
대한민국 형사소송법 제37조는 판결, 결정, 명령의 필요적, 임의적 구두변론주의에 대한 형사소송법의 조문이다.

## 조문
제37조(판결, 결정, 명령) ① 판결은 법률에 다른 규정이 없으면 구두변론에 의거하여야 한다.
②결정 또는 명령은 구두변론에 의거하지 아니 할 수 있다.
③결정 또는 명령을 함에 필요한 경우에는 사실을 조사할 수 있다.
④전항의 조사는 부원에게 명할 수 있고 다른 지방법원의 판사에게 촉탁할 수 있다.

第37條(判決, 決定, 命令) ① 判決은 法律에 다른 規定이 없으면 口頭辯論에 依據하여야 한다.
②決定 또는 命令은 口頭辯論에 依據하지 아니 할 수 있다.
③決定 또는 命令을 함에 必要한 境遇에는 事實을 調査할 수 있다.
④前項의 調査는 部員에게 命할 수 있고 다른 地方法院의 判事에게 囑託할 수 있다.

## 참조조문
형사소송규칙 제24조(결정, 명령을 위한 사실조사) ① 결정 또는 명령을 함에 있어 법 제37조제3항의 규정에 의하여 사실을 조사하는 때 필요한 경우에는 법 및 이 규칙의 정하는 바에 따라 증인을 신문하거나 감정을 명할 수 있다.
②제1항의 경우에는 검사, 피고인, 피의자 또는 변호인을 참여하게 할 수 있다.

## 참고 문헌
- 손동권 신이철, 새로운 형사소송법(초판, 2013), 세창, 2013. ISBN 9788984114081
- 신이철, 신형사소송법의 쟁점(2011)(개정판 7판), 유스티니아누스, 2010. ISBN 9788959460205

## 같이 보기
- 대한민국 형사소송법 제275조의3